# 仁愛郷

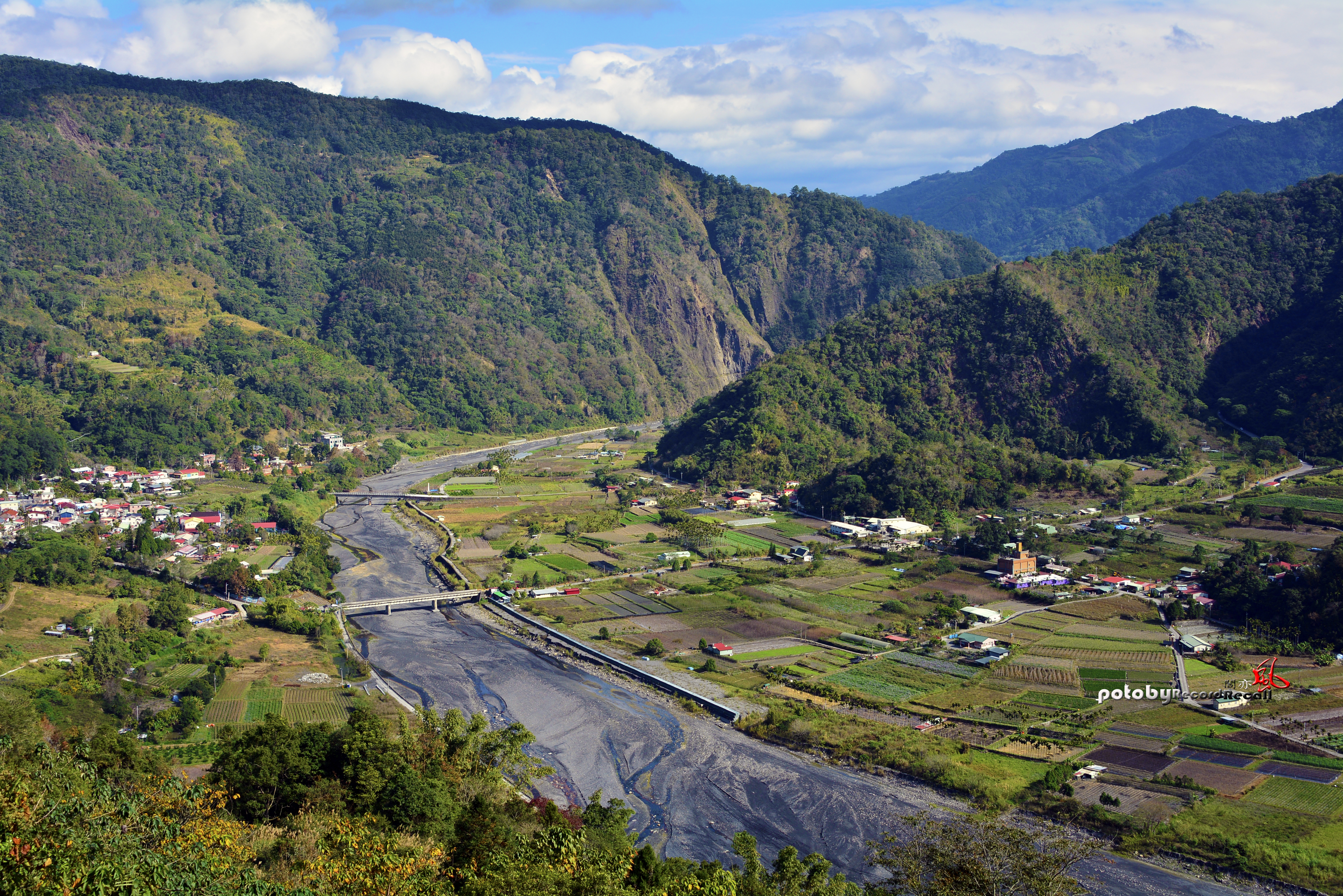
南側から見下ろす武界集落と濁水渓

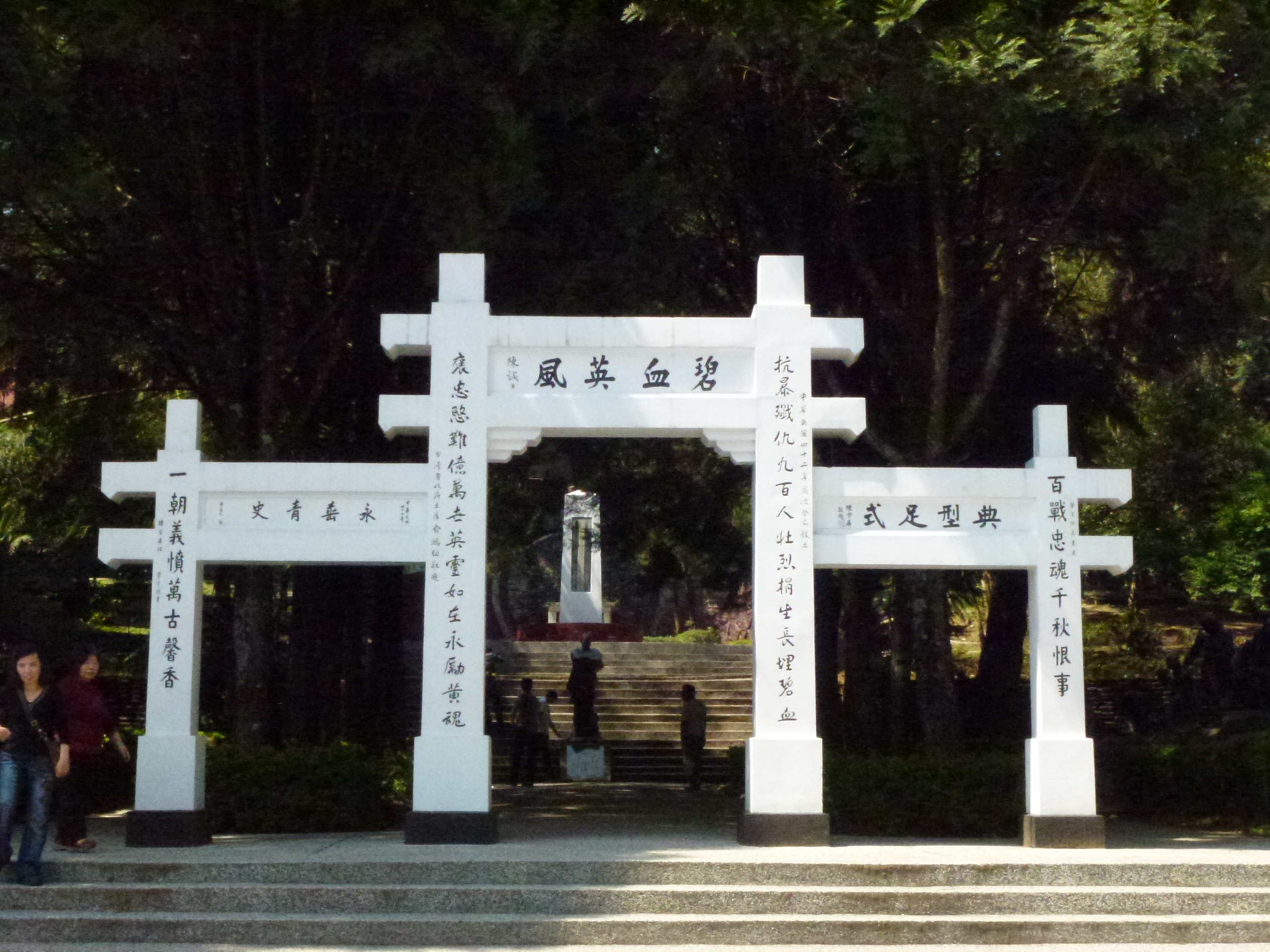
霧社事件記念公園

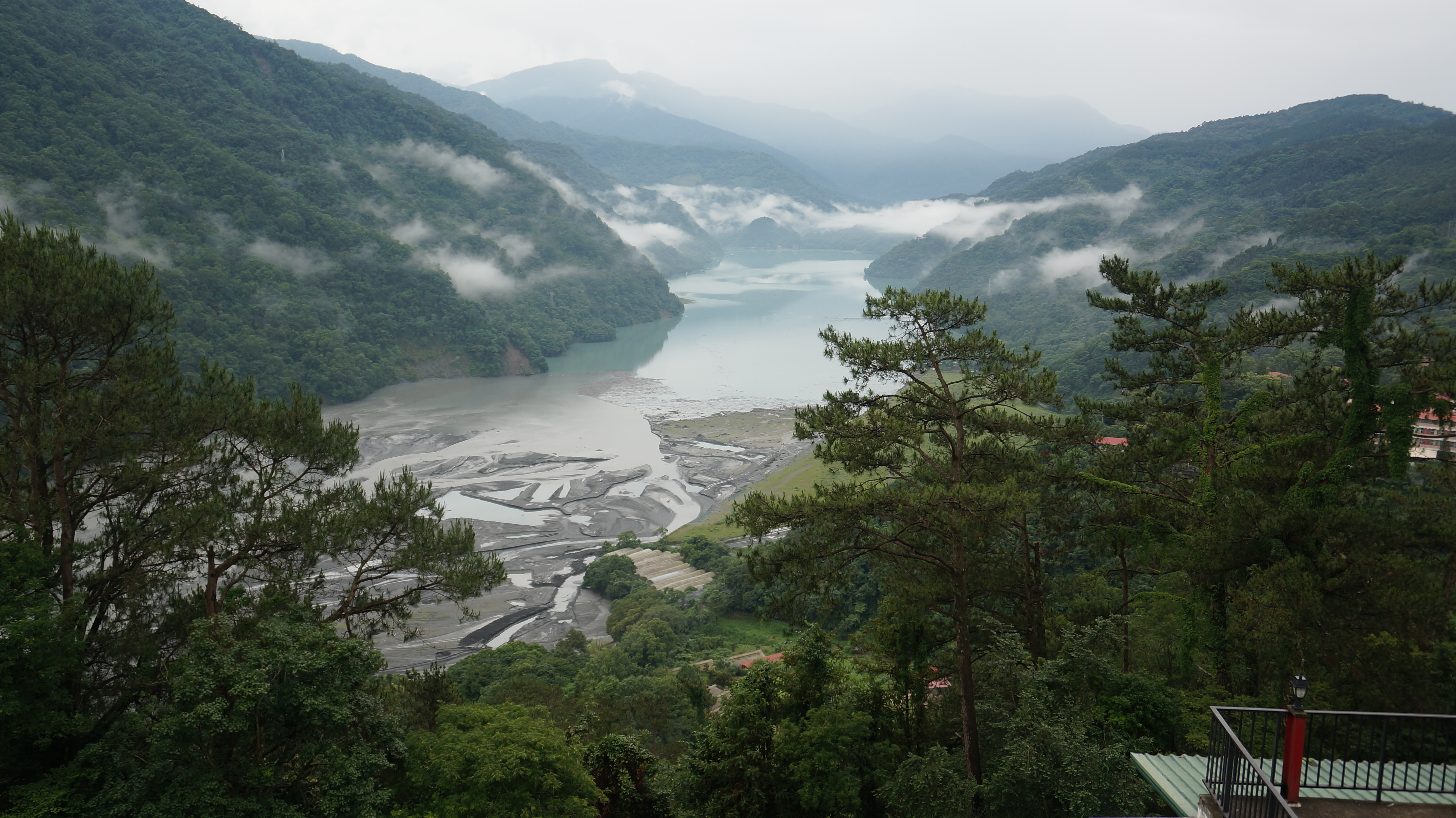
霧社ダム湖（碧湖）

仁愛郷（レンアイ/じんあい-きょう）は、台湾南投県東部の郷である。峻険な山岳地帯に位置し、古くから平埔族の居住地として知られていた。郷の中心地区「霧社」は日本統治時代に発生した霧社事件の舞台である。

## 地理
仁愛郷は南投県東部に位置し、行政の中心は霧社地区に設けられている。中央山脈上に位置するため地勢は険しく、その風景により観光業が発達している。域内には原住民であるタイヤル族、セデック族、ブヌン族が多く居住している。

## 行政区
| 地区 | 村                                             |
| ---- | ---------------------------------------------- |
| 北部 | 栄興村、翠華村、力行村、発祥村                 |
| 西北 | 新生村、互助村                                 |
| 中部 | 南豊村、大同村、春陽村、精英村、都達村、合作村 |
| 南部 | 親愛村、万豊村、法治村、中正村                 |

## 歴代郷長
| 歴代 | 氏名   | 備考                                                                   |
| ---- | ------ | ---------------------------------------------------------------------- |
| 1    | 高永清 |                                                                        |
| 2    | 高永清 |                                                                        |
| 3    | 桂敏彦 |                                                                        |
| 4    | 桂敏彦 |                                                                        |
| 5    | 楊明鏡 |                                                                        |
| 6    | 洪仁徳 |                                                                        |
| 7    | 高光華 |                                                                        |
| 8    | 林石樹 |                                                                        |
| 9    | 林春徳 |                                                                        |
| 10   | 林春徳 |                                                                        |
| 11   | 沈明徳 |                                                                        |
| 12   | 沈明徳 |                                                                        |
| 13   | 陳国雄 |                                                                        |
| 14   | 卓文華 |                                                                        |
| 15   | 陳世光 | 当選無効                                                               |
| 15   | 鄭新興 | 代理                                                                   |
| 15   | 張子孝 | 補欠選挙により当選                                                     |
| 16   | 張子孝 |                                                                        |
| 17   | 孔文博 | 当選無効                                                               |
| 17   | 柯浩然 | 代理                                                                   |
| 17   | 江子信 | 補欠選挙により当選（zh:2016年中華民國鄉鎮市長補選#仁愛鄉鄉長補選参照） |

## 教育

### 国民中学
- 南投県立仁愛国民中学

## 交通
| 種別 | 路線名称 | その他 |
| ---- | -------- | ------ |
| 省道 | 台8線    |        |
| 省道 | 台14線   |        |
| 省道 | 台14甲線 |        |

## 観光

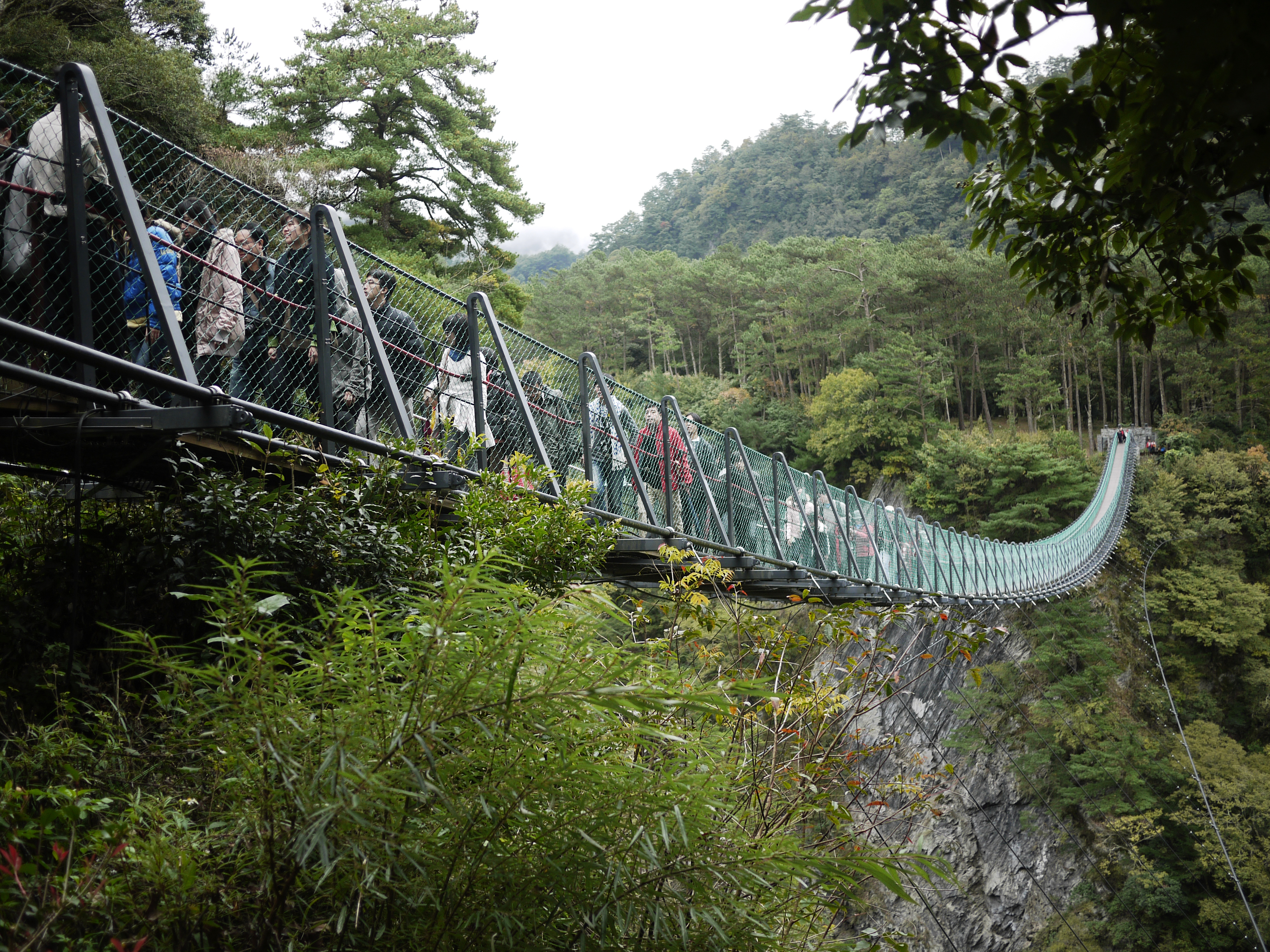
奥万大吊橋

- 霧社事件紀念公園（英語版） - 霧社事件の首謀者であるモーナ・ルダオの記念碑がある。
- 霧社事件餘生紀念館（中国語版） - 霧社事件に参加した集落の末裔の住む清流部落に2012年に設置された霧社事件に関する資料館。
- 富士温泉
- 桜温泉
- 紅香温泉
- 合歓山
- 奧万大国家森林遊楽区（中国語版）
- 台湾大学山地実験農場（中国語版）
- マヘボ富士山
- 霧社水庫（中国語版）
- 清境農場（中国語版）
- 恵蓀実験林場（中国語版）
- 能高瀑布（中国語版）